# Mont Fébé
Le mont Fébé est un sommet du Cameroun proche de Yaoundé. Il participe au surnom de la capitale : la « ville aux sept collines ».
Un monastère bénédictin y est érigé.